# Johann Fischart
Johann Fischart (c. 1545 - 1591) fue un satirista y publicista alemán.

## Biografía
Fischart nació, probablemente, en Estrasburgo (pero según algunos relatos en Maguncia), en o alrededor del año 1545, y fue educado en Worms en la casa de Kaspar Scheid, quien en el prefacio de su Eulenspiegel menciona como su primo y preceptor. Parece haber viajado por Italia, los Países Bajos, Francia e Inglaterra y a su regreso haber adquirido el grado de doctor juris en Basilea. 
La mayor parte de sus obras fueron escritas desde 1575 a 1581. Durante este período vivió con, y probablemente fue socio comercial, del esposo de su hermana, Bernhard Jobin, un impresor de Estrasburgo que publicó muchos de sus libros. En 1581 Fischart fue contratado como abogado en el Reichskammergericht (Tribunal real de apelación) en Espira. En 1583, se casó y fue nombrado Amtmann (magistrado) en Forbach cerca de Saarbrücken. Murió allí en el invierno de 1590-1591. 

## Influencia
Treinta años después de la muerte de Fischart, sus escritos, en el pasado tan populares, habían sido olvidados casi por completo. Llamó la atención del público de nuevo Johann Jakob Bodmer y Gotthold Ephraim Lessing, y sólo a finales de los años 1800 sus obras pasaron a ser objeto de investigación académica, y su posición en la literatura alemana quedó comprendida completamente.
Fischart estudió no sólo la literatura antigua, sino también la literatura de Italia, Francia, los Países Bajos e Inglaterra. Era un abogado, un teólogo, un satirista y el más poderoso publicista protestante de la época de Contrarreforma; en política era un republicano. Su sátira se dirigió sin piedad contra todas las perversidades de la vida pública y privada de su época, a las supersticiones astrológicas, la pedantería escolástica, el orgullo ancestral, pero especialmente la dignidad Papal y las vidas de los sacerdotes y los jesuitas. Se permitió las ingeniosidades más salvajes, la caricatura más extrema; pero todo lo hizo con un propósito serio. Como poeta, se caracteriza por la elocuencia y pintoresquismo de su estilo y el idioma simbólico que empleó.

## Obras
Fischart escribió con seudónimos; como Mentzer, Menzer, Reznem, Huidrich Elloposkleros, Jesuwalt Pickhart, Winhold Alkofribas Wustblutus, Ulrich Mansehr von Treubach e Im Fischen Gilts Mischen. Hay duda de si algunas de las obras que se le atribuyen son realmente suyas. Más de 50 obras satíricas, tanto en prosa como en verso, siguen consideradas su auténtica obra.
Entre las obras que se creen suyas se encuentran:
- Nachtrab oder Nebelkräh (1570), una sátira contra el católico converso Jakob Rabe
- Von St. Dominici des Predigermonchs und St Francisci Barfussers artlichem Leben (I 571), un poema con el expresivo lema Sie haben Nasen und riechens nit («Tenéis narices y no oléis»), escrito para defender a los protestantes contra ciertas acusaciones, una de las cuales fue que Martín Lutero celebró la comunión con el demonio
- Eulenspiegel Reimensweis (escrito en 1571, publicado en 1572)
- Aller Praktik Grossmutter (1572), imitando a Rabelais' Prognostication Pantagrueline, ed. Johann Scheible (1847)
- Floh Haz, Weiber Traz (1573), en que describe una batalla entre pulgas y las mujeres, ed. Scheible (1848)
- Affentheuerliche und ungeheuerliche Geschichtschrift yam Leben, Rhaten und Thaten der. . . Helden und Herren Grand gusier Gargantoa und Panta gruel, también siguiendo a Rabelais (1575, y de nuevo con un título modificado, Naupengeheurliche Geschichtklilterung, 1577)
- Neue kunstiiche Figuren biblischer Historian (1576)
- Anmahnung zur christlichen Kinderzucht (1576); Das gluckhafft Schiff von Zürich (1576, reeditrado en 1828, con una introducción del poeta Ludwig Uhland), un poema conmemorando la aventura de una compañía de arcabuceros de Zúrich, que navegaron desde su ciudad natal hasta Estrasburgo en un día, y trajeron, como prueba de su hazaña, una caldera de Hirsebrei (mijo), que había sido cocinada en Zúrich, aún caliente en Estrasburgo, y pretendía ilustrar el proverbio «la perseverancia sobrepasa todas las dificultades»; Podagrammisch Trostbuchlein (1577, ed. Scheible 1848)
- Philosophisch Ehzuchtbuchlein (1578) ed. Scheible (1848)
- el celebrado Bienenk orb des heiligen romischen Imniensckwarms, &c., una modificación de la De roomsche holandesa
- Byen-Korf, por Philipp Marnix de St. Aldegonde, publicado en 1579 y reeditado en 1847
- Der heilig Brotkorb (1580), siguiendo al Trait des reliques de Calvino
- Das vierhornige Jesuiterhtlein, una sátira rimada contra los jesuitas (1580); y una serie de poemas menores.

A Fischart se le atribuyen también varios Psalmen und geistliche Lieder que aparecieron en un himnario de Estrasburgo de 1576.